# Ťin Pching Mej

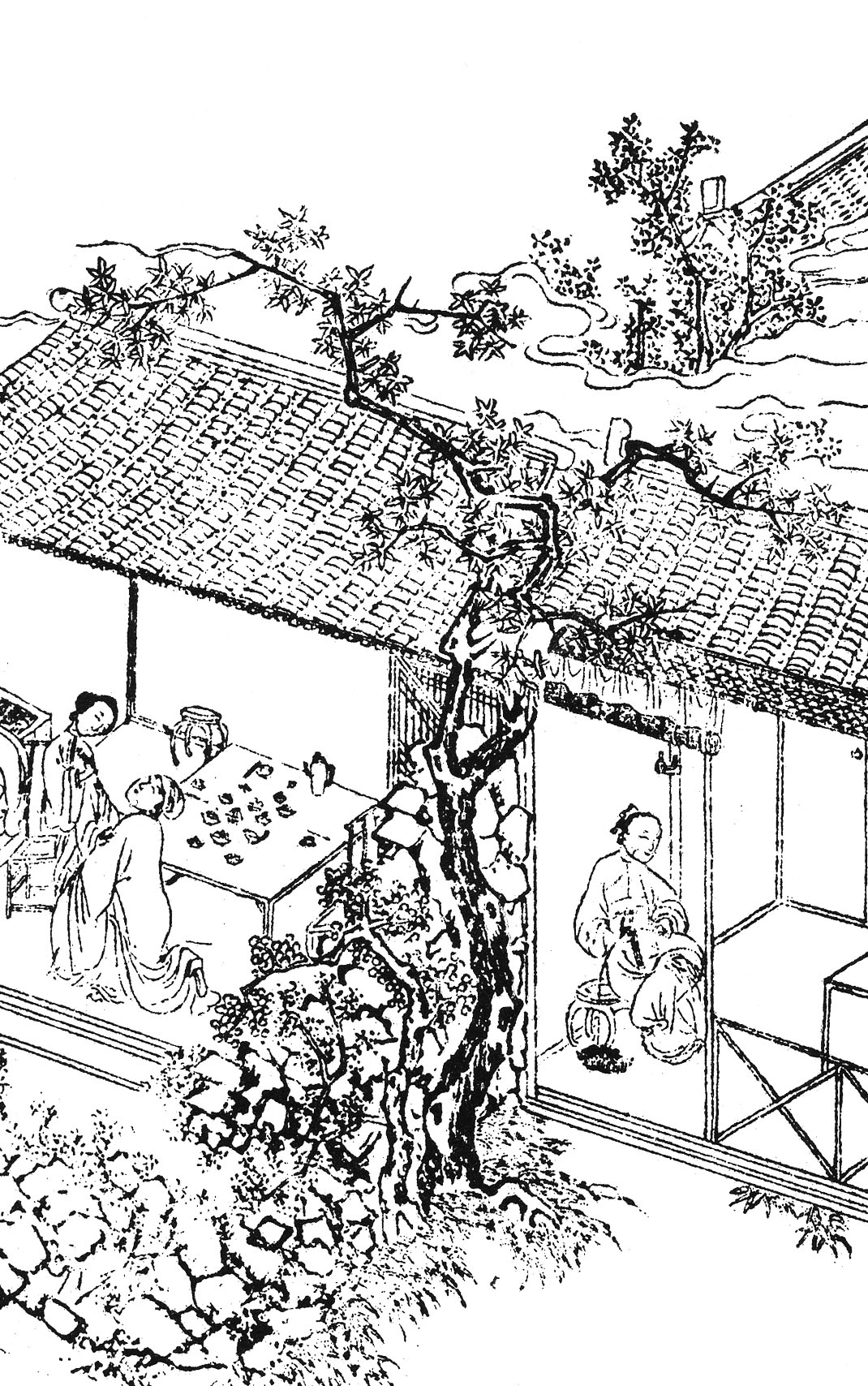
Ilustrace čínského vydání Ťin pching mej, 1617

Ťin Pching Mej (čínsky: znaky 金瓶梅, pinyin Jīn píng méi, doslova Květy slivoně ve zlaté váze, je čínský naturalistický román z konce 16. století. Jeho autorem je Lan-lin Siao-siao Šeng (兰陵笑笑生, doslova Posměváček z Lan-linu), což je zjevný pseudonym. Kniha je někdy pokládaná za pátý klasický román čínské literatury.
Román je tradičně označovaný za pornografický. Děj je umístěný do první poloviny 12. století, popisuje morálně zpustlý život bohatého lékárníka, který je posedlý ženami. Popisuje jeho bohatý sexuální život a hádky mezi dotčenými ženami. Obsahuje detailní popisy běžného života i erotické scény.
Název románu obsahuje jména tří hlavních ženských protagonistek – Ťin-lien (Zlatý lotos), Pching-er (Vázička) a Čchun-mej (Jarní květ slivoně). Navzdory označení za pornografický je román v první řadě sociálně-kritický, kritizující úřednickou vrstvu a úpadek mravů ve společnosti.

## Česká vydání
- Půvabné ženy. Čin Ping Mei. Překlad Sína Drahorádová-Lvová. Praha: Václav Naňka, 1948. (2. vydání Lásenice : Maxima, 1992)
- Jin Ping Mei aneb Slivoň ve zlaté váze. Překlad Oldřich Král Ondřej Vicher Lucie Olivová. Lásenice: Maxima, 2012–2018; 2020–2024. V překladu Oldřicha Krále vyšlo sedm dílů (do 2018), osmý díl v překladu Lucie Olivové a Ondřeje Vichera vyšel v roce 2022, v roce 2023 vyjde 9. díl a poslední díl je plánován pro rok 2024.